# Jana signifera
Jana signifera är en fjärilsart som beskrevs av Walker. Jana signifera ingår i släktet Jana och familjen Eupterotidae. Inga underarter finns listade i Catalogue of Life.